# Jean-Paul Roux (réalisateur)
Pour les articles homonymes, voir Jean-Paul Roux, Jean-Paul Roux (historien) et Jean-Paul Roux (syndicaliste).
Jean-Paul Roux est un réalisateur et scénariste français. Né le 29 octobre 1931 à Paris, il y est mort le 5 octobre 2018. Il fut pendant plus de 25 ans secrétaire général du Syndicat français des Réalisateurs CGT.

## Filmographie
- 1966 : Le Philosophe sans le savoir (comédie de Michel-Jean Sedaine), téléfilm
- 1967 : Les Amoureux, téléfilm
- 1969 : Le Soleil des eaux, téléfilm (scénario de René Char)
- 1970 : Isabelle (du roman d'André Gide), téléfilm
- 1970 : Mont-Cinère (du roman de Julien Green)
- 1972 : Le Tricorne
- 1972 : Talleyrand ou le Sphinx incompris
- 1972 : Pouchkine (d'après l'œuvre d'Henri Troyat), téléfilm
- 1973 : Le Lys, émission télévisée de Paule de Beaumont
- 1973 : Le Voyage
- 1974 : La Cité crucifiée
- 1977 : Deux Auteurs en folie (Mini-série)
- 1979-1980: Les Amours de la Belle Époque : La statue volée et Le roman d'un jeune homme pauvre
- 1980 : Les Amours des années folles  "Alberte"
- 1981 : L'inspecteur mène l'enquête : Sans issue ; Cent ans moins trois jours ; Le tableau volé ; L'alibi ne fait pas le moine
- 1981 : Les Amours des années grises (La fontaine aux innocents)
- 1983 : Les Amours romantiques (La duchesse de Langeais)
- 1985 : Les Amours des années cinquante (Le dimanche des Rameaux)
- 1985 : La Dixième de Beethoven
- 1992 : Le Cerf-volant (scénariste et réalisateur)